# GEB-gebouw

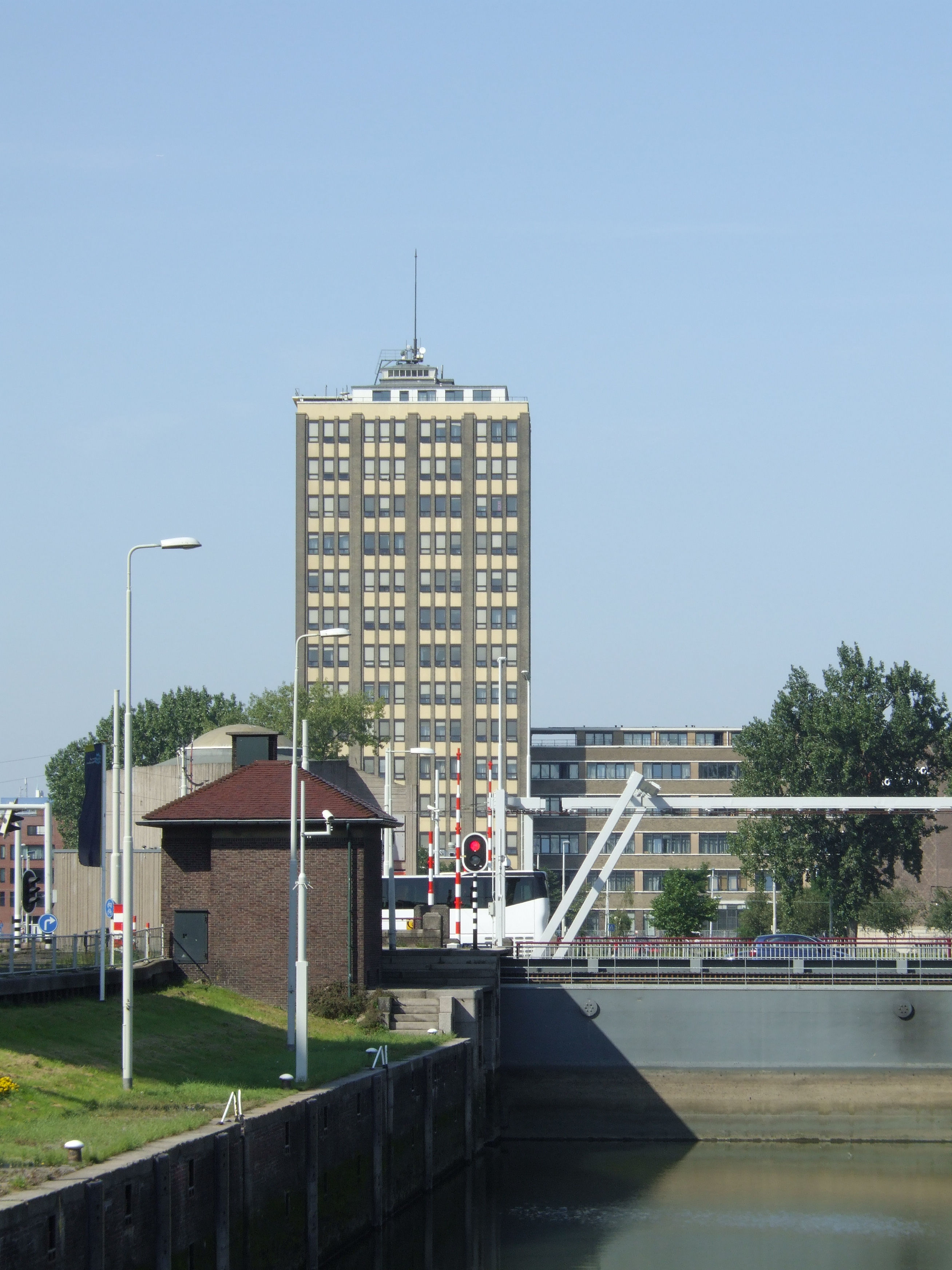
Het GEB-gebouw gezien vanaf de Parksluizen

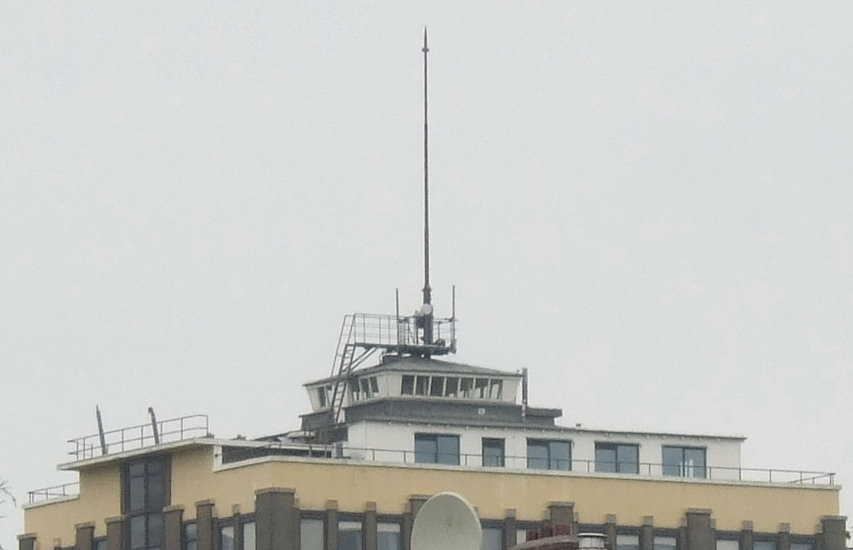
Uitkijkpost op het GEB-gebouw

Het GEB-gebouw is een gebouw in Rotterdam-West dat van 1931 tot 1968 het hoogste kantoorgebouw van Nederland was. GEB staat voor Gemeentelijk Energiebedrijf.

## Locatie
Het GEB-gebouw staat aan de rand van de wijk Middelland op het gebied van het voormalige Land van Hoboken. Nadat het Land van Hoboken in 1924 eigendom werd van de gemeente Rotterdam ontwierp stadsarchitect W.G. Witteveen een uitbreidingsplan voor het gebied. Hiervan maakte ook het GEB-gebouw deel uit.
De omvangrijke werkzaamheden voor de fundering van het gebouw leidden in de wijk Middelland tot forse verzakkingen: in de stratenwanden van de Rochussenstraat en de De Vliegerstraat was een duidelijk golfpatroon van verzakkingen te herkennen.

## Gebouw
Het GEB-gebouw is een ontwerp van de afdeling gebouwen van de gemeente Rotterdam, van J. Poot en Ad van der Steur. Het gebouw heeft een betonskelet en bestaat uit een toren van 15 verdiepingen en uit lagere vleugels van vijf, drie en twee bouwlagen en uit twee ronde uitbouwen. Het gebouw is gerealiseerd in de periode 1929-1931.
De Duitse bezetter heeft boven op het GEB-gebouw een uitkijkpost voor luchtafweergeschut gebouwd, waardoor het pand nog 7 meter hoger is geworden en de huidige hoogte van 65 meter is bereikt.
In 1993 is het gebouw verbouwd tot studentenflat.